# Джентльменський джентльмен
«Джентльменський джентльмен» (англ. A Gentleman's Gentleman) — британська кінокомедія 1939 року режисера Роя Вільяма Нейлла з Еріком Блором, Марі Лор та Пітером Коком в головних ролях. Фільм знято на студії Teddington Studios за п'єсою Філіпа Макдональда

## У ролях
- Ерік Блор[en] — Гепплвайт
- Марі Лор — місіс Гендсайл-Лайн
- Пітер Кок[en] — Тоні
- Патрісія Гільярд[en] — Джуді
- Девід Гатчезон[en] — Бессі
- Девід Бернс[en] — Альфред
- Воллес Івенет — Магнус Померой
- Денье Воррен[en] — доктор Боттом